# بلدة ووترتاون (مقاطعة توسكولا)
ووترتاون، مقاطعة توسكولا (بالإنجليزية: Watertown Township, Tuscola County, Michigan)‏ هي بلدة تقع بولاية ميشيغان في الولايات المتحدة. تبلغ مساحتها 85.2 (كم²)، وترتفع عن سطح البحر 268 م، بلغ عدد سكانها 2231 نسمة في عام تعداد الولايات المتحدة 2000 حسب إحصاء مكتب تعداد الولايات المتحدة وتصل الكثافة السكانية فيها 26.4 نسمة/كم2.

## وصلات خارجية
- The US50 - Cities and Towns in Michigan State
- Michigan Cities and Towns, Facts, Map, Flag, Colleges, Government, and More